# انوگو
انوگو (به لاتین: Enugu) یک شهر در نیجریه است که در ایالت انوگو واقع شده‌است.

## خصوصیات
انوگو ۱۱۳ کیلومترمربع مساحت و ۱٬۵۰۰٬۰۰۰ نفر جمعیت دارد و ۲۰۲٫۳۹ متر بالاتر از سطح دریا واقع شده‌است.